# São Bernardo do Campo
São Bernardo do Campo (IPA: [sɐ̃w beʁˈnaʁdu du ˈkãpu]) of SBC is een Braziliaanse gemeente in de deelstaat São Paulo. De stad maakt deel uit van de grootstedelijke mesoregio São Paulo en van de microregio São Paulo. São Bernardo do Campo telt ongeveer 810.000 inwoners en is 409,5 km² groot. SBC is gelegen in de Serra do Mar. Volkswagen produceert er voor de uitvoer.
De stad werd in 1553 gesticht door João Ramalho als  Vila de Santo André da Borda do Campo de Piratininga, maar verhuisde spoedig naar een veiliger plaats in de buurt, om te ontsnappen aan de inheemse stammen. De nieuwe nederzetting kreeg  eveneens de naam São Bernardo, werd in 1812 een parochie en een gemeente in 1890. In 1938 werd het een deel van het district Santo André en werd in 1945 opnieuw gesplitst.
Het gebied waar thans niet alleen São Bernardo do Campo, maar ook Santo André, São Caetano do Sul en Diadema liggen was oorspronkelijk een hoeve van benedictijnen die Afrikaanse slaven in dienst hadden. In de tweede helft van de 19e eeuw kwamen Europese migranten naar het gebied, vooral uit Italië en bouwden er "kolonies" (colônias). Bij het begin van de 20e eeuw kwamen ook Japanners naar de stad.

## Aangrenzende gemeenten
De gemeente grenst aan Cubatão, Diadema, Santo André, São Caetano do Sul, São Paulo en São Vicente.

## Verkeer en vervoer
De plaats ligt aan de radiale snelweg BR-050 tussen Brasilia en Santos. Daarnaast ligt ze aan de weg SP-150.

## Bevolkingssamenstelling (2006)
| Kleur/ras               | Percentage |
| ----------------------- | ---------- |
| Blanken                 | 50,4%      |
| Bruinen                 | 40,8%      |
| Zwarten                 | 6,7%       |
| Aziaten of Amerindianen | 2%         |

Bron: PNAD.

## Bekende inwoners van São Bernardo do Campo

### Geboren
- Andreas Kisser (1968), gitarist, songwriter en producent
- Mauro Silva (1968), voetballer
- Vanderlei Fernandes Silva, "Derlei" (1975), Braziliaans-Portugees voetballer
- Deco (1977), Portugees voetballer
- André Dias (1979), voetballer
- Thiago Motta (1982), Braziliaans-Italiaans voetballer
- Thiago Grizolli (1984), voetballer
- Danilo Larangeira, "Danilo" (1984), voetballer
- Alex Pereira (1987), MMA-vechter en kickbokser
- Bruno Andrade (1989), voetballer
- Fernanda da Silva (1989), handbalster
- Jadson Alves dos Santos, "Jádson" (1993), voetballer
- Gabriel Barbosa Almeida, "Gabigol" (1996), voetballer